# Gwendolyn Lycett
Gloria Gwendolyn Lycett va ser una patinadora artística sobre gel britànica que va competir a començaments del segle xx.
El 1908 va prendre part en els Jocs Olímpics de Londres, on fou cinquena en la prova individual femenina del programa de patinatge artístic.

## Principals resultats
| Competició            | 1907 | 1908 | 1912 |
| --------------------- | ---- | ---- | ---- |
| Jocs Olímpics d'Estiu |      | 5a   |      |
| Campionat del món     | 5a   |      | 4a   |